# Canton du Mans-1
Le canton du Mans-1 est une circonscription électorale française du département de la Sarthe.

## Histoire
Un nouveau découpage territorial de la Sarthe entre en vigueur à l'occasion des premières élections départementales suivant le décret du 24 février 2014. Les conseillers départementaux sont, à compter de ces élections, élus au scrutin majoritaire binominal mixte. Les électeurs de chaque canton élisent au Conseil départemental, nouvelle appellation du Conseil général, deux membres de sexe différent, qui se présentent en binôme de candidats. Les conseillers départementaux sont élus pour 6 ans au scrutin binominal majoritaire à deux tours, l'accès au second tour nécessitant 12,5 % des inscrits au 1er tour. En outre la totalité des conseillers départementaux est renouvelée. Ce nouveau mode de scrutin nécessite un redécoupage des cantons dont le nombre est divisé par deux avec arrondi à l'unité impaire supérieure si ce nombre n'est pas entier impair, assorti de conditions de seuils minimaux. Dans la Sarthe, le nombre de cantons passe ainsi de 40 à 21.
Le canton du Mans-1 est formé de la commune de Rouillon, issue de l'ancien canton d'Allonnes, et d'une fraction de la commune du Mans. Il est entièrement inclus dans l'arrondissement du Mans. Le bureau centralisateur est situé au Mans.
Par le décret du 19 février 2019, une partie de territoire de la commune du Mans est rattachée à la commune d'Allonnes.

## Représentation
| Période élective | Période élective | Mandat | Mandat   | Identité            | Nuance | Nuance | Qualité |
| ---------------- | ---------------- | ------ | -------- | ------------------- | ------ | ------ | --- |
| 2015             | 2021             | 2015   | 2021     | Nelly Heuzé         |        | DVG    | Directrice artistique, conseillère municipale du Mans (2001-2014), conseillère générale du canton du Mans-Ouest (2001-2015) |
| 2015             | 2021             | 2015   | 2021     | Claude Petit-Lassay |        | PS     | Adjoint au maire du Mans depuis 2020                                                                                        |
| 2021             | 2028             | 2021   | en cours | Samuel Guy          |        | EELV   | Consultant en développement durable, ancien conseiller municipal du Mans                                                    |
| 2021             | 2028             | 2021   | en cours | Nelly Heuzé         |        | DVG    | Conseillère sortante |

### Résultats détaillés

#### Élections de mars 2015
À l'issue du 1er tour des élections départementales de 2015, deux binômes sont en ballottage : Nelly Heuzé et Claude Petit-Lassay (PS, 35,04 %) et Audrey Canal et Karl Edom (Union de la Droite, 27,42 %). Le taux de participation est de 49,29 % (7 392 votants sur 14 997 inscrits) contre 49,74 % au niveau départemental et 50,17 % au niveau national.
Au second tour, Nelly Heuzé et Claude Petit-Lassay (PS) sont élus avec 55,65 % des suffrages exprimés et un taux de participation de 49,2 % (3 606 voix pour 7 379 votants et 14 997 inscrits).
Nelly Heuzé a quitté le PS.

#### Élections de juin 2021
Le premier tour des élections départementales de 2021 est marqué par un très faible taux de participation (33,26 % au niveau national). Dans le canton du Mans-1, ce taux de participation est de 30,83 % (4 693 votants sur 15 220 inscrits) contre 29,78 % au niveau départemental. À l'issue de ce premier tour, deux binômes sont en ballottage : Samuel Guy et Nelly Heuzé (Union à gauche avec des écologistes, 34,32 %) et Charlotte Persant et Claude Petit-Lassay (PS, 25,57 %).
Le second tour des élections est marqué une nouvelle fois par une abstention massive équivalente au premier tour. Les taux de participation sont de 34,36 % au niveau national, 30,67 % dans le département et 32,4 % dans le canton du Mans-1. Samuel Guy et Nelly Heuzé (Union à gauche avec des écologistes) sont élus avec 51,19 % des suffrages exprimés (2 044 voix pour 4 932 votants et 15 222 inscrits),,.

## Composition
| Nom                             | Code Insee | Intercommunalité     | Superficie (km2) | Population (dernière pop. légale)                 | Densité (hab./km2) | Modifier                                    |
| ------------------------------- | ---------- | -------------------- | ---------------- | ------------------------------------------------- | ------------------ | ------------------------------------------- |
| Le Mans (bureau centralisateur) | 72181      | CU Le Mans Métropole | 52,81            | Fraction : 21 128 (2022) Commune : 145 182 (2022) | 2 749              | modifier les données · modifier les données |
| Rouillon                        | 72257      | CU Le Mans Métropole | 9,15             | 2 352 (2022)                                      | 257                | modifier les données · modifier les données |
| Canton du Mans-1                | 7210       |                      |                  | 23 480 (2022)                                     |                    | modifier les données                        |

Le canton du Mans-1 comprend :
1. la commune de Rouillon,
2. la partie de la commune du Mans située à l'ouest d'une ligne définie par l'axe des voies et limites suivantes : depuis la limite territoriale de la commune de La Chapelle-Saint-Aubin, boulevard du Général-Patton, avenue Henri-Pierre-Klotz, ligne de chemin de fer de Paris-Montparnasse à Brest, rue du Pavé, rue des Mûriers, rue Gambetta, quai de l'Amiral-Lalande, cours principal de la Sarthe depuis l'extrémité de la rue Bourdon, jusqu'à la limite territoriale de la commune d'Allonnes.

## Démographie
En 2022, le canton comptait 23 480 habitants, en évolution de +2,39 % par rapport à 2016 (Sarthe : −0,25 %, France hors Mayotte : +2,11 %).
| 2013   | 2018   | 2022   |
| ------ | ------ | ------ |
| 23 718 | 22 727 | 23 480 |